# Белланж, Жак
Жак Белла́нж (фр. Jacques Bellange, около 1575, Ла Мот-Бассиньи — 1616, Нанси) — французский живописец, рисовальщик и гравёр лотарингской школы. Один из характерных представителей северного маньеризма.

## Биография
Место рождения Белланжа и его родители неизвестны. Французские исследователи считают, что художник родился в области Бассиньи (Bassigny), известной также как Белланж (Bellange), рядом с местечком La Mothe, известным с 1595 года. Эта деревня была полностью уничтожена в 1645 году французскими войсками во время завоевания Лотарингии и в настоящее время не существует.
С 1602 года имя Белланжа в качестве придворного художника в Нанси появляется в документах, ему было поручено оформление кабинета Екатерины Лотарингской, дочери герцога Карла III Лотарингского, а использование им титула «рыцарь» привело к предположению, что он мог быть незаконнорожденным сыном какой-либо влиятельной особы.
Белланж был нанят в качестве придворного художника и получил несколько заказов на портреты и религиозные картины. В 1606 году Жаку Белланжу доверили реставрацию картин дворцовой галереи. В том же году по случаю торжеств, сопровождавших торжественное вступление в должность новой герцогини де Бар (duchesse de Bar), Белланж принял участие в создании колесницы для придворного балета, триумфальной арки и иных замысловатых декораций.
Два года спустя после смерти герцога Карла III Лотарингского художника отправили во Францию, официально для выполнения заказов, но также, вероятно, с секретной дипломатической миссией. Король Франции Генрих IV пожелал женить своего сына, будущего Людовика XIII, на Николь Лотарингской, дочери и наследнице герцога Генриха II.
В том же 1608 году Жак Белланж выполнял герцогский заказ по украшению «новой комнаты» дворца фресками с изображениями сцен из «Метаморфоз» Овидия.
В 1612 году художник женился на Клод Бержерон (Claude Bergeron), 17-летней дочери известного аптекаря из Нанси, в семье родилось трое сыновей. Причина смерти Белланжа в 1616 году неизвестна. Его вдова снова вышла замуж в 1620 году и имела ещё пятерых детей.
Сын Жака Белланжа, Анри Белланж (1613—1672/1680), родился в Нанси, и также стал художником. В 1626 году он поступил в ученики к Клоду Дерюэ, старому ученику своего отца. Скончался в Париже.
Жак Белланж и Клод Дерюэ были друзьями и единомышленниками другого выдающегося лотарингца — Жака Калло.

## Творчество
Творческое наследие Белланжа составляют около 48 офортов и множество рисунков. Его индивидуальный стиль — интерпретация нидерландского, или северного, маньеризма, представленного такими известными мастерами как Бартоломеус Спрангер и Хендрик Гольциус, но с использованием достижений техники итальянской штриховой гравюры, таких мастеров, как Федерико Бароччи и Вентура Салимбени, а также работ художников «второй школы Фонтенбло». Э. Блант рассматривал творчество Белланжа в качестве «продолжения итальянского маньеризма, линии, идущей от Пармиджанино».
От живописных работ Белланжа почти ничего не осталось. Написанные им фрески не сохранились. Он написал несколько портретов, но ни один из них не сохранился. Живописные картины не подлежат точной атрибуции. Даже «Оплакивание Христа» (1615—1617) в Санкт-Петербургском Эрмитаже — картина, которую приписывают Белланжу с 1970-х годов, вызывает сомнения у специалистов, хотя связанный с картиной рисунок, вероятно, принадлежит Белланжу, но качество живописи столь низкое, что затруднительно поверить, будто эту работу выполнил опытный художник.
Высказывалось предположение, что некоторые из гравюр Белланжа являются версиями его же живописных картин, но для такого заключения нет веских доказательств. Сохранилось около ста рисунков Белланжа, но только один рисунок очевидно является подготовительным для офорта: «Мадонна с Младенцем, Святой Магдалиной и Святой Анной» в собрании Йельского университета. Другие атрибутируются с трудом. Однако по этим рисункам гравировали другие художники, уверенные в авторстве оригиналов Жак Белланжа. Благодаря распространению этих гравюр со временем Белланжа стали считать одним из выдающихся художников Франции своего времени.

## Наследие и его оценка
В середине XVIII века французский историк и теоретик искусства Пьер-Жан Мариетт дал творчеству Жака Белланжа пренебрежительную оценку: «Белланж — один из тех художников, чья распущенная манера, полностью отделённая от правильного стиля, заслуживает большого недоверия. Тем не менее, у неё были свои поклонники, и Белланж имел большую популярность … Известно несколько его произведений, на которые невыносимо смотреть, настолько плох их вкус». Во многих биографических сборниках до 1920—1930-х годов этого художника даже не упоминали. Другое, не столь резкое, но всё же неодобрительное суждение было высказано в 1767 году А. П. Ф. Робер-Дюменилем в его биографическом словаре «Le Peintre-Graveur Français» (1841), в котором он сожалел, что офорты Белланжа «гораздо более причудливы, чем суждения, и очень мало правильны». Однако он признал, что стиль художника имеет что-то общее с романтиками.
Реабилитация творчества Жака Белланжа началась с возрождением интереса к искусству маньеризма. Иоганн Людвиг Буркхардт в 1911 году написал о художнике статью с осторожной похвалой. Одна из лекций знаменитого австрийского историка искусства Макса Дворжака «Über Greco und den Manierismus» («Об Эль Греко и маньеризме», опубликована в 1921 году) была посвящена четырём художникам: Микеланджело, Тинторетто, Белланжу и почти так же осуждаемому Эль Греко. Ещё позднее наследие Белланжа стало интеллектуальной модой, и его работы интерпретировали самым разным образом. Немецкий историк искусства Эрика Титце-Конрат придерживалась фрейдистской интерпретации: «Способ, которым художник видит формы, является сильно сексуальным, извращённо сексуальным; и полностью подлинным, поскольку он отражает подсознание художника. В противном случае он никогда бы не изобразил Святого Иоанна в серии Апостолов в такой женственной манере … Ангел Благовещения — гермафродит, но не со смешанными, а с ярко выраженными характеристиками обоих полов …». Другая оценка, следующая концепции Отто Бенеша, помещает творчество Жака Белланжа в контекст готического мистицизма, сохранявшегося в искусстве Северного Возрождения.
Первая выставка, посвященная искусству Жака Белланжа, проходила в 1931—1932 годах в музее Альбертина в Вене, за ней последовали выставки в Бостоне и Нью-Йорке (1975). В 1997 году проходили выставки в Британском музее в Лондоне, в Рейксмюсеуме в Амстердаме, в Государственном музее в Копенгагене и во многих других городах и музеях. Составлен сводный каталог гравюр художника: «Die Radierungen des Jacques Bellange» (Мюнхен, 1971).

## Галерея

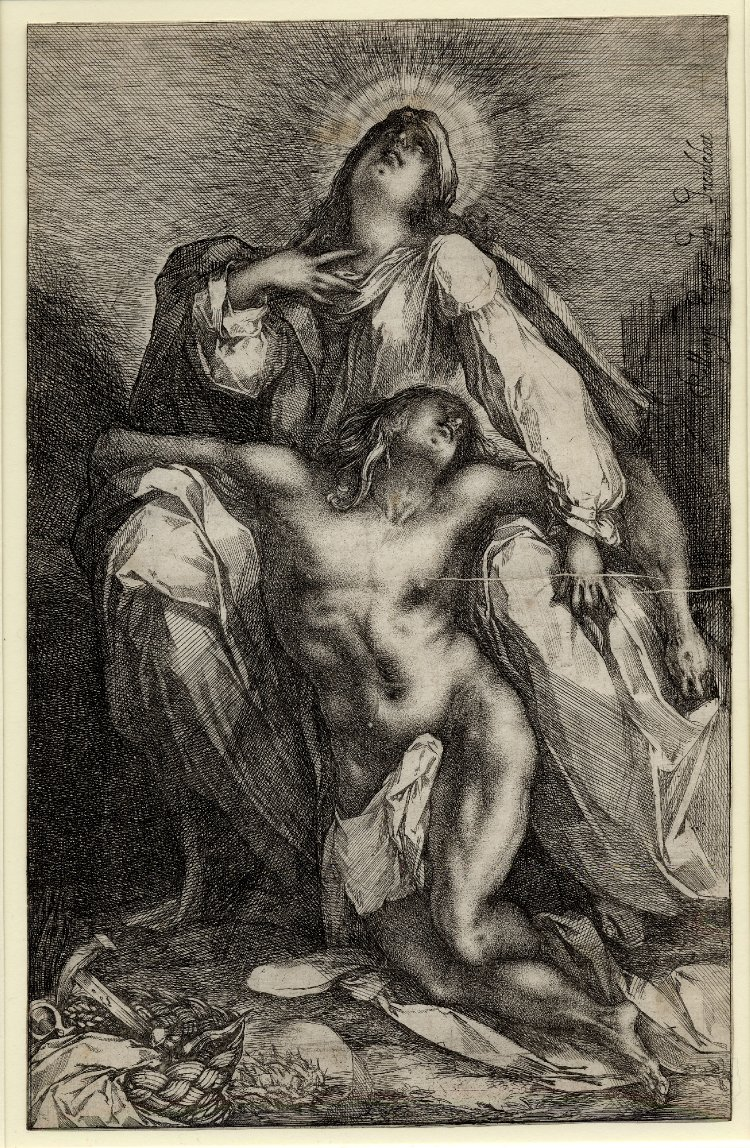
Пьета. Офорт. 1610-е гг. Британский музей, Лондон
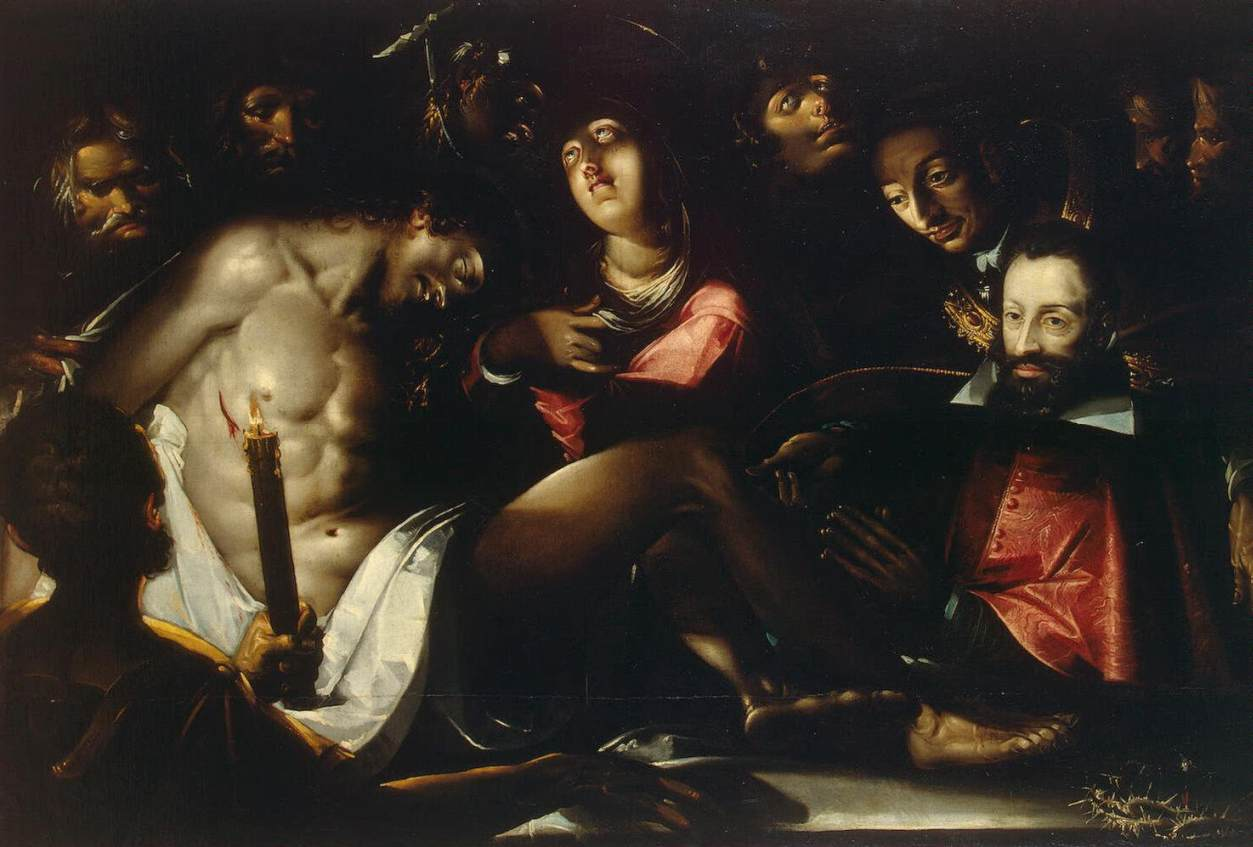
Оплакивание Христа. 1615—1617. Холст, масло. Государственный Эрмитаж, Санкт-Петербург
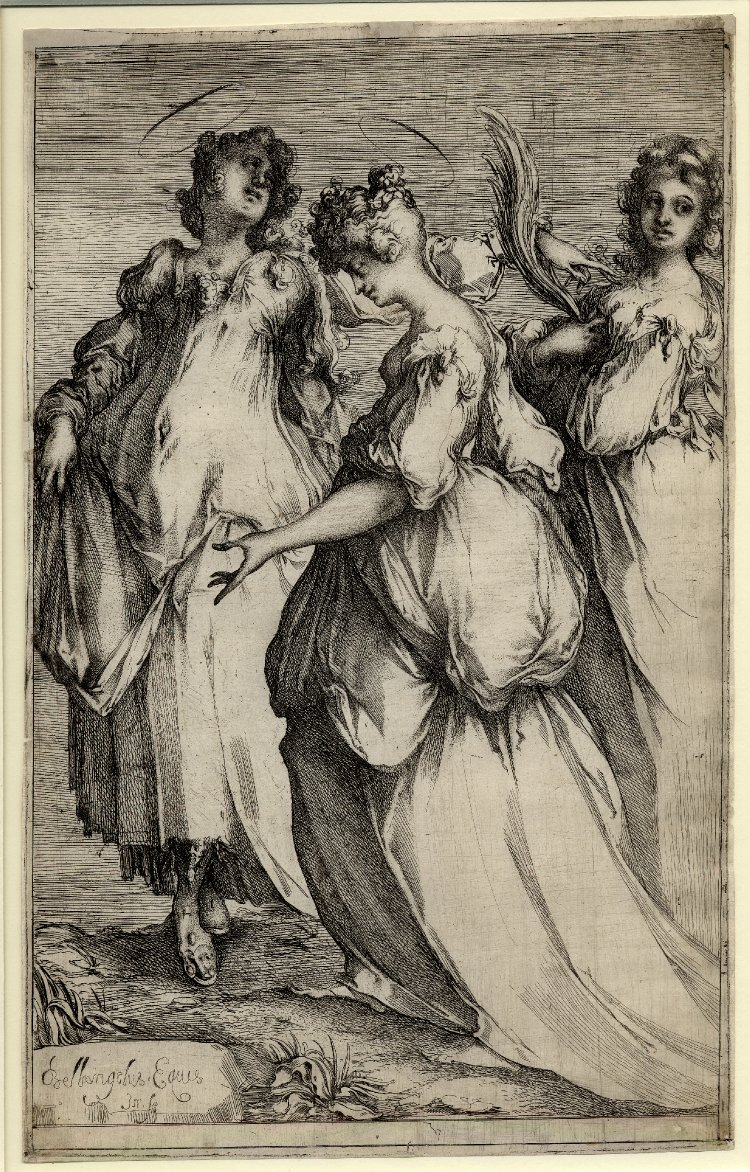
Святые девы. Офорт по картине Ж. Белланжа (?). 1610-е гг.
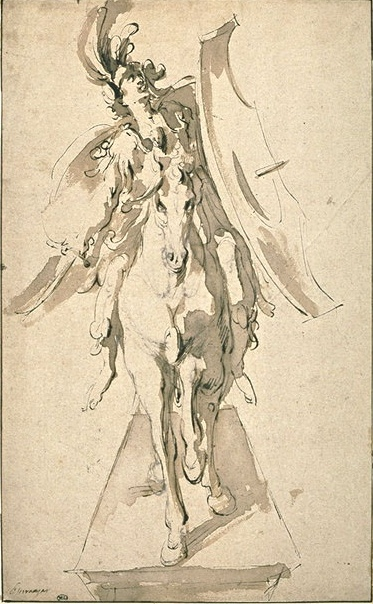
Статуя всадника. Кисть, перо, тушь. 1600-е гг. Лувр, Париж
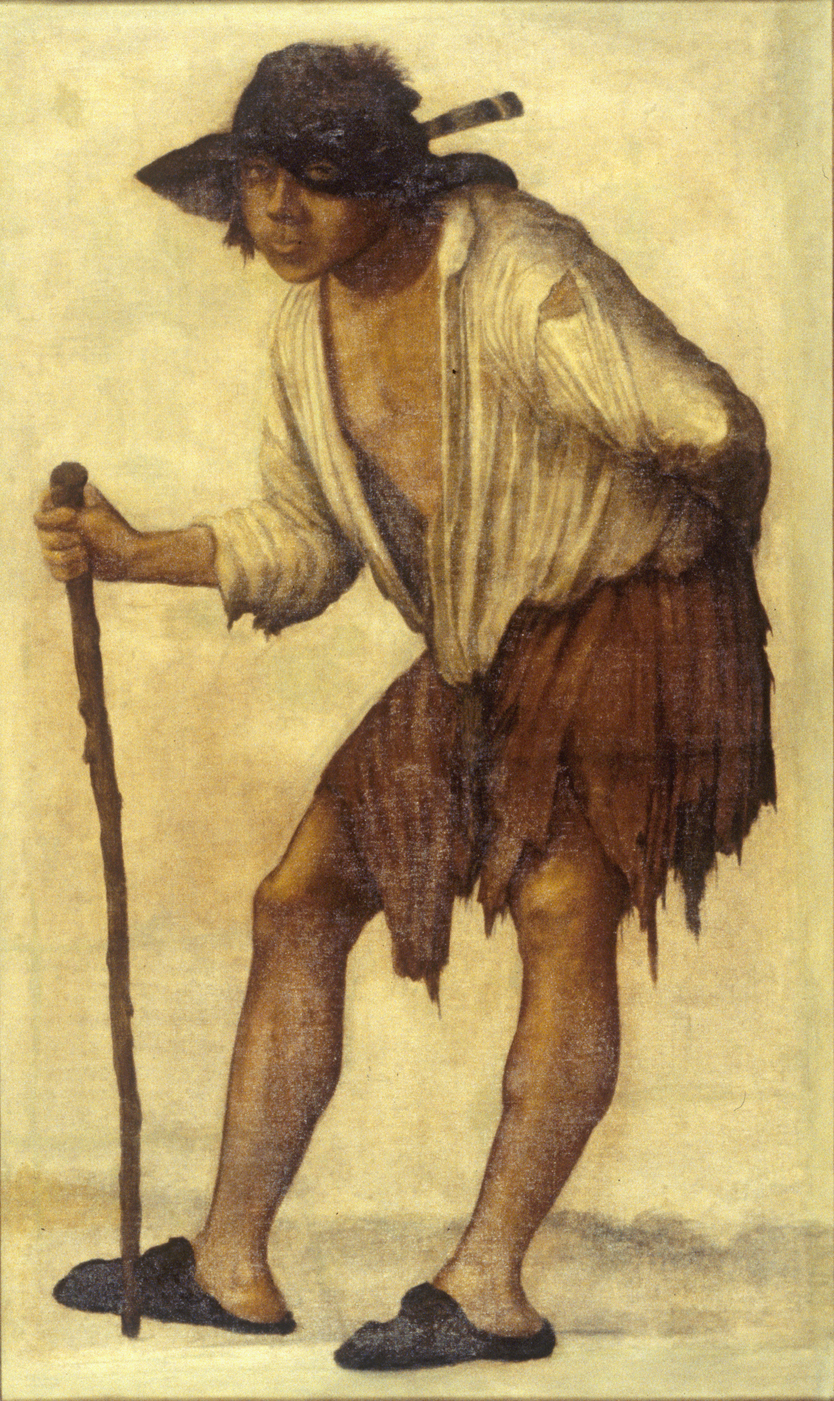
Нищий, глядящий из-под шляпы. Ок. 1615 г. Холст, темпера. Художественный музей Уолтерса, Балтимор
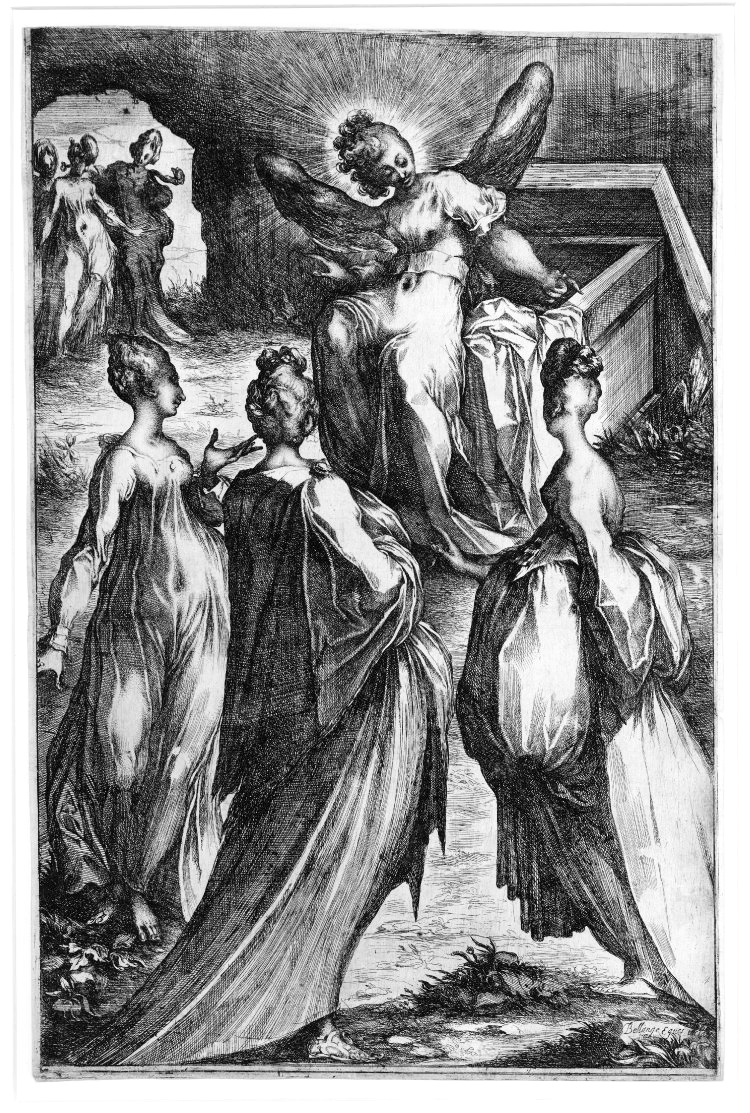
Три Марии у гробницы Христа. 1610-е гг. Офорт